# بين الحلم واليقظة (مسلسل)
بين الحلم واليقظة (بالفارسية :خواب و بیدار) مسلسل درامي إيراني تدور قصته حول عصابات ترعى تجارة المخدرات في إيران، حيث يتصدى لهم كبار رجال الشرطة بعدما باتوا يشكلون تهديداً حقيقياً لشبان البلد. تتمكن الشرطة من حبك قصة معقدة لجر هؤلاء التجار إلى الفخ، فتدور أحداث شيقة في سياق درامي يظهر فيه معالم الصراع بين قوى الخير والشر, والمسلسل من النوع البوليسي الكوميدي الخفيف, الذي يعطي الانطباع عن الصعوبات التي تواجه رجال الشرطة من مخاطر وعقبات تحيط بالشرطي وعائلته في الوقت نفسه.